# Arteria cerebrale anteriore
L'arteria cerebrale anteriore (ACA) è un'arteria pari dell'encefalo che irrora la gran parte della faccia mediale del lobo frontale e della porzione superiore della faccia mediale del lobo parietale. 

L'origine di questa arteria è al livello del processo clinoideo anteriore dello sfenoide, derivando dalla carotide interna ed entra a fare parte del circolo arterioso di Willis.
Le due arterie cerebrali anteriori sono in comunicazione tra loro tramite l'arteria comunicante anteriore.

## Decorso
Dopo la sua origine, si porta in alto, in avanti e medialmente per portarsi nella profondità della fessura interemisferica, non prima di essere stata raggiunta dall'arteria comunicante anteriore. Decorre in prossimità della sostanza perforata anteriore, a livello della quale emette alcuni rami collaterali destinati a strutture profonde. Il tratto compreso tra l'origine dell'arteria e il punto in cui essa riceve l'arteria comunicante anteriore è detto tratto precomunicante, indicato dalla sigla A1.
Successivamente l'arteria si porta nella fessura interemisferica, decorrendo verso l'avanti e verso l'alto, seguendo il profilo del rostro del corpo calloso, del quale segue anche la parte iniziale del tronco. Si porta verso l'indietro e verso l'alto per emettere l'arteria pericallosa, successivamente alla quale emette l'arteria calloso marginale che ne rappresenta il ramo terminale. (Alcuni autori considerano l'arteria pericallosa come ramo terminale dell'arteria cerebrale anteriore, e non l'arteria calloso marginale). La parte di arteria compresa tra l'arteria comunicante anteriore e il suo passaggio tra il rostro e il ginocchio del corpo calloso è definita tratto sottocalloso, indicato dalla sigla A2. In questo tratto (ma talvolta anche nel tratto A1) emette l'arteria ricorrente di Heubner, riconosciuta come la parte distale dell'arteria striata mediale, che irrora la parte anteriore del nucleo caudato, il braccio anteriore della capsula interna, parte del putamen e dei nuclei del setto. Emette, sempre in A2, l'arteria orbitofrontale mediale e l'arteria frontopolare, per irrorare, rispettivamente, la parte mediale della faccia inferiore del lobo frontale e del rinencefalo, e il lobo frontale dell'emisfero cerebrale.
Nel tratto pericalloso, A3, dal ginocchio del corpo calloso all'emissione dell'arteria callosomarginale, decorre come arteria pericallosa, lungo la faccia dorsale del corpo calloso, fino al ginocchio di questo, per anastomizzarsi con l'arteria pericallosa posteriore, ramo dell'arteria cerebrale posteriore.
Lungo il suo decorso l'arteria cerebrale anteriore emette anche dei rami sottili per irrorare la quasi totalità della faccia mediale degli emisferi cerebrali, ad eccezione del lobo occipitale.

## Territorio di distribuzione
Come si è detto l'arteria è responsabile dell'irrorazione della quasi totalità delle facce mediali dei due emisferi cerebrali, ad eccezione del lobo occipitale, del rinencefalo, di parte di nuclei caudato, putamen e del setto, di parte del braccio anteriore della capsula interna e sulla faccia laterale degli emisferi cerebrali, di circa 1 cm di distanza dal margine superiore.

## Varianti
L'arteria cerebrale anteriore presenta delle varianti morfologiche che non hanno incidenza patologica. Uno sviluppo ridotto del segmento A1 è presente nel 5,6% della popolazione, un segmento A2 in eccesso nel 3% e un segmento A2 in difetto nel 2%.